# 完颜婆卢火 (参知政事)
完颜婆卢火（?—?），女真族，姓完颜。金朝大臣，金世宗时参知政事。
完颜婆卢火担任尚书左司郎中。金世宗大定二十三年（宋孝宗淳熙十年，1183年），十二月丁亥，金朝派遣完颜婆卢火等到南宋，充贺宋正旦使，向宋孝宗贺次年正旦。大定二十八年（1188年）八月十九，金世宗以山东路统军使完颜婆卢火入为参知政事。十二月丙戌，金世宗临终，以太尉、左丞相徒单克宁为太尉兼尚书令，以平章政事完颜襄为尚书右相，以尚书右丞张汝霖为平章政事。参知政事完颜婆卢火罢职，以户部尚书刘玮为参知政事。